# Hrîhorivka, Tetiiv
Hrîhorivka (în ucraineană Григорівка) este un sat în comuna Cerepîn din raionul Tetiiv, regiunea Kiev, Ucraina.

## Demografie
Componența lingvistică a localității Hrîhorivka
     Ucraineană (98,54%)
     Rusă (1,46%)
Conform recensământului din 2001, majoritatea populației localității Hrîhorivka era vorbitoare de ucraineană (98,54%), existând în minoritate și vorbitori de rusă (1,46%).